# Inte en sparv till marken
Inte en sparv till marken är en psalm med text skriven 1948 av Ingeborg Prytz Fougner och musik skriven 1973 av Sigurd Lunde. Texten översattes till svenska 2002 av Gunnar Melkstam.

## Publicerad i
- Psalmer och Sånger 1987 som nummer 839 under rubriken "Att leva av tro - Vaksamhet - kamp - prövning".[1]